# 甲斐秀樹
甲斐 秀樹（かい ひでき、1978年6月5日 - ）は日本の俳優である。東京都出身、身長175cm、血液型B型、スリーサイズはB92 W72 H89。靴のサイズ26.5cm。趣味は盆栽。ヒラタオフィス所属。

## 来歴・人物
- 中学時代は体操部で全国大会7位、高校時代はウエイトリフティング部でインターハイ4位。
- 1998年、バイト先の上司が劇団の主宰でスカウトされ入団したのがきっかけで俳優になる。
- 趣味は盆栽。

## 主な出演作品

### 映画
- 2009年 クヒオ大佐（ショウゲート）

### テレビドラマ
- 2001年 フジテレビ お台場メディアカーニバル『デジフジ2008』真犯人役
- 2006年 テレビ東京「FILM FACTORY」
- 2009年 日本テレビ系「ザ・クイズショウ」第四話
- 2009年 TBS系「オルトロスの犬」第四話
- 2010年 日本テレビ系「黄金の豚 会計検査庁 特別調査課」レギュラー 長部秀樹役

### DVD
- 2010年 遺物 vol.3『トンネルに消えた子供たち』野々村謙太郎役

### CF
- 2004年 日本アルコン 『オプティーフリー』
- 2005年 丸井 『スパークリングセール 夏』編
- 2005年 アサヒスーパードライ 『秋・キャンプ』編
- 2005年 日本ケンタッキーフライドチキン 『クリスマスバレル』
- 2006年 キヤノン 『プリントアウトCM ウェディング』編
- 2006年 トヨタテクニカルディベロップメント 『企業広告』
- 2006年 任天堂　しゃべる!DSお料理ナビ 『ちゃんと食べてるの？』編
- 2006年 セコム　ココセコム 『知らない街でスーの巻』
- 2006年 みずほ銀行 宝くじ『ナンバーズ』
- 2006年 Z会 『小学生コース』
- 2006年 グンゼ 『BODY WILD』
- 2007年 出光興産  ウルトラ出光人 『変身SS』編
- 2007年 世界陸上 TVスポットCM
- 2007年 アサヒスーパードライ SUPER MUSIC SUPER DRY 『音楽STAND』編
- 2008年 ENEOS 『Dr.Drive』篇
- 2008年 キヤノン 『動画も、キヤノン』篇
- 2008年 富士通 『グリーンIT』編
- 2009年 キリン一番搾り 『きてます！！麦芽100%・お中元』編
- 2009年 ほっともっと 『夜割り』編
- 2010年 JAバンク

### 舞台
- 1999年　劇団R:MIX『魔人の闘将』　シアターゆたか　主演
- 2000年　劇団R:MIX『魔剣ラグナロク』　萬スタジオ
- 2001年　劇団R:MIX『絹糸の弦楽器』　ザムザ阿佐ヶ谷
- 2002年　劇団R:MIX『魔者達の愛』　萬スタジオ
- 2002年　劇団R:MIX『季節外れの蛍』　千本桜ホール
- 2003年　劇団R:MIX『裁きの十字架』　ザムザ阿佐ヶ谷　主演
- 2005年　劇団R:MIX『魔宮の薔薇』　エコー劇場
- 2008年　劇団R:MIX『魔王転生』　シアターサンモール

### その他
- インテル  Core 2 Duo 『脳トレデジタルホーム間違い探し』（Webドラマ）
- 住商オットー （Webスチール）
- 厚生労働省 『U・Iターン』（スチール）
- 富士通(VP)
- KDDI(VP)
- としまケーブルテレビ レポーター
- さくらケーブルテレビ レポーター
- Hyakunichiso
- 『ビッグトゥモロー』
- 『SPA!』（サクセスタイアップ）
- 『SPA!』（ジョージアタイアップ）
- 『Number』（エプソンタイアップ）
- 『じゃらん』
- 『東京ウォーカー』
- TBC
- シードサックママ
- 着物のいろは